# Henri Delannoy
Henri–Auguste Delannoy (28 de septiembre de 1833 - 5 de febrero de 1915) fue un oficial del ejército francés y matemático aficionado, en cuyo honor se nombran los números de Delannoy.

## Semblanza
Delannoy creció en Guéret, Francia, hijo de un contador militar. Después de tomar el bachillerato en 1849, estudió matemáticas en Bourges, cerca de donde vivía su familia, y luego de continuar sus estudios en París ingresó a École polytechnique en 1853. Se desempeñó como teniente de artillería francesa en la segunda guerra de Independencia italiana, en 1859, y se convirtió en capitán en 1863. Continuó sirviendo en el ejército, pero pasó de la artillería al cuerpo de suministros; sirvió en África, se convirtió en gobernador de un hospital militar en Argelia, participó en el guerra franco-prusiana en 1870 y finalmente se convirtió en intendente en Orleans antes de jubilarse en 1889. Sus condecoraciones militares incluyen la cruz y el rosetón de oficial del Legión de Honor, otorgado en 1868 y 1886 respectivamente.
A partir de 1879, Delannoy inició una correspondencia con Édouard Lucas sobre el tema de matemática recreativa y teoría de la probabilidad; finalmente publicó once artículos de matemáticas. Junto con sus intereses matemáticos, Delannoy escribió sobre la historia local, pintó y de 1896 a 1915 se desempeñó como presidente de la Société des Sciences Naturelles et archéologiques de la Creuse.